# Quận Placer, California
Quận Placer là một quận trong tiểu bang California, Hoa Kỳ. Quận lỵ đóng tại thành phố Auburn, California2. Theo Cục điều tra dân số Hoa Kỳ, dân số năm 2000 của quận này là 348.432 người 2.
Nó nằm trong thung lũng Sacramento và vùng Sierra Nevada, trong khu vực gọi là quận vàng. Nó trải dài từ ngoại ô Sacramento đến Lake Tahoe và biên giới Nevada.

## Địa lý
Theo Cục điều tra dân số Hoa Kỳ, quận có tổng diện tích 1.502 dặm vuông (3.890 km2), trong đó 1.407 dặm vuông (3.640 km2) là đất và 95 dặm vuông (250 km2) (6,4%) là nước. Các kênh rạch ở quận Placer bao gồm sông Mỹ và rạch Bunch. Hồ Tahoe có 40,96% diện tích bề mặt của nó trong quận Placer, nhiều hơn bất kỳ trong bốn quận khác trong đó nó tọa lạc.